# Calico M950
A Calico M950 é uma pistola semi-automática de 9 mm fabricada pela empresa Calico Light Weapons Systems nos Estados Unidos. Sua principal característica, junto com todas as outras armas do sistema Calico, é a alimentação de um carregador helicoidal proprietário montado no topo, disponível em capacidade de 50 ou 100 tiros.
A mira da fábrica permite uma precisão razoável de cerca de 60 metros (197 pés), mas 100 metros é um alcance razoável.
As armas .22 LR usam um design separado do que as ofertas de 9 mm e não compartilham peças com seus irmãos maiores.